# Kostel svaté Anny (Boží Dar)
Kostel svaté Anny (německy Kirche St. Anna) v Božím Daru je barokní církevní budova poblíž centra obce. Je to již  třetí církevní stavba v historii tohoto horního města. Dne 17. ledna 1964 byl objekt zapsán na seznam kulturních památek.

## Dějiny kostela

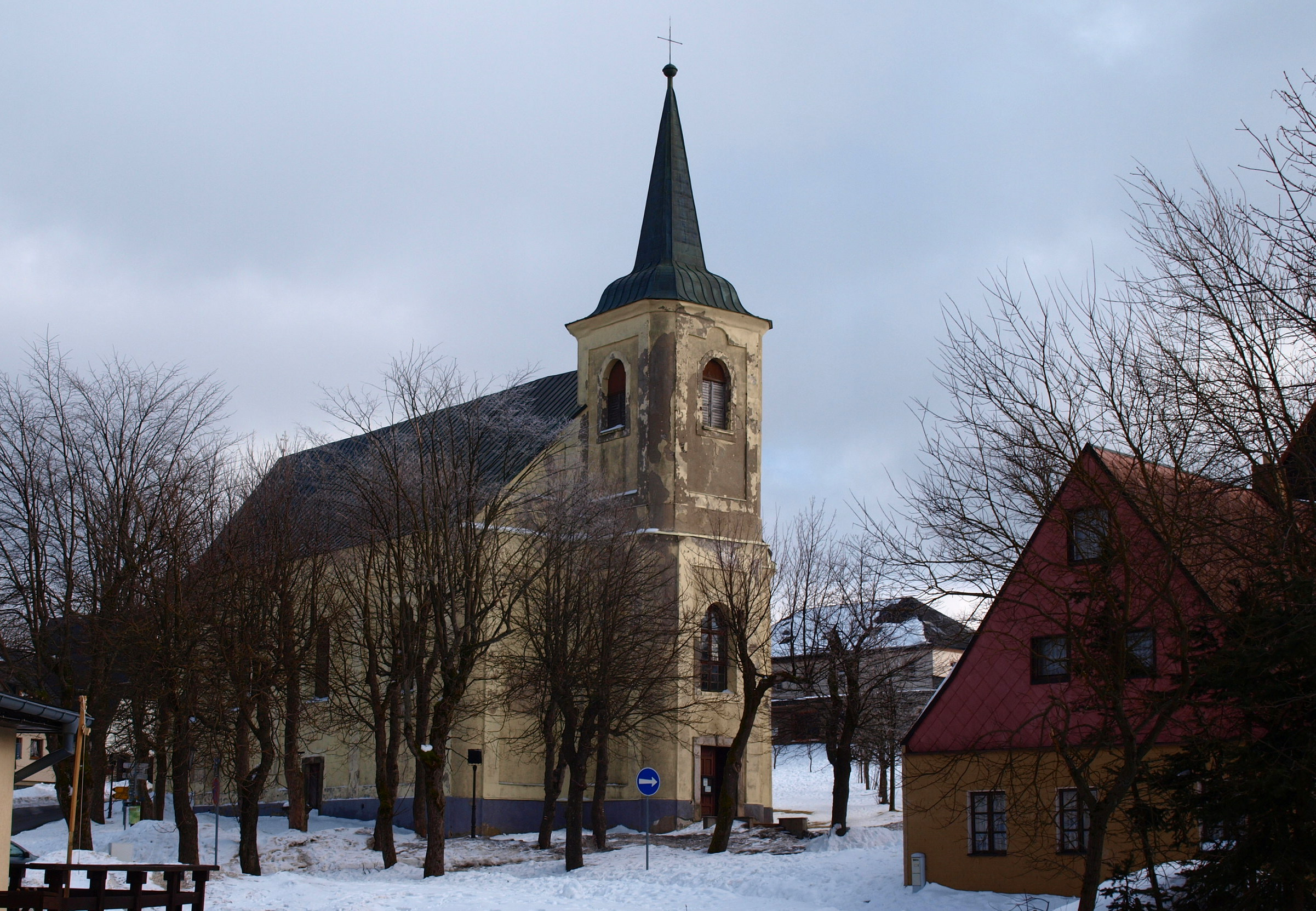
Pohled na kostel od severozápadu, předjaří 2015

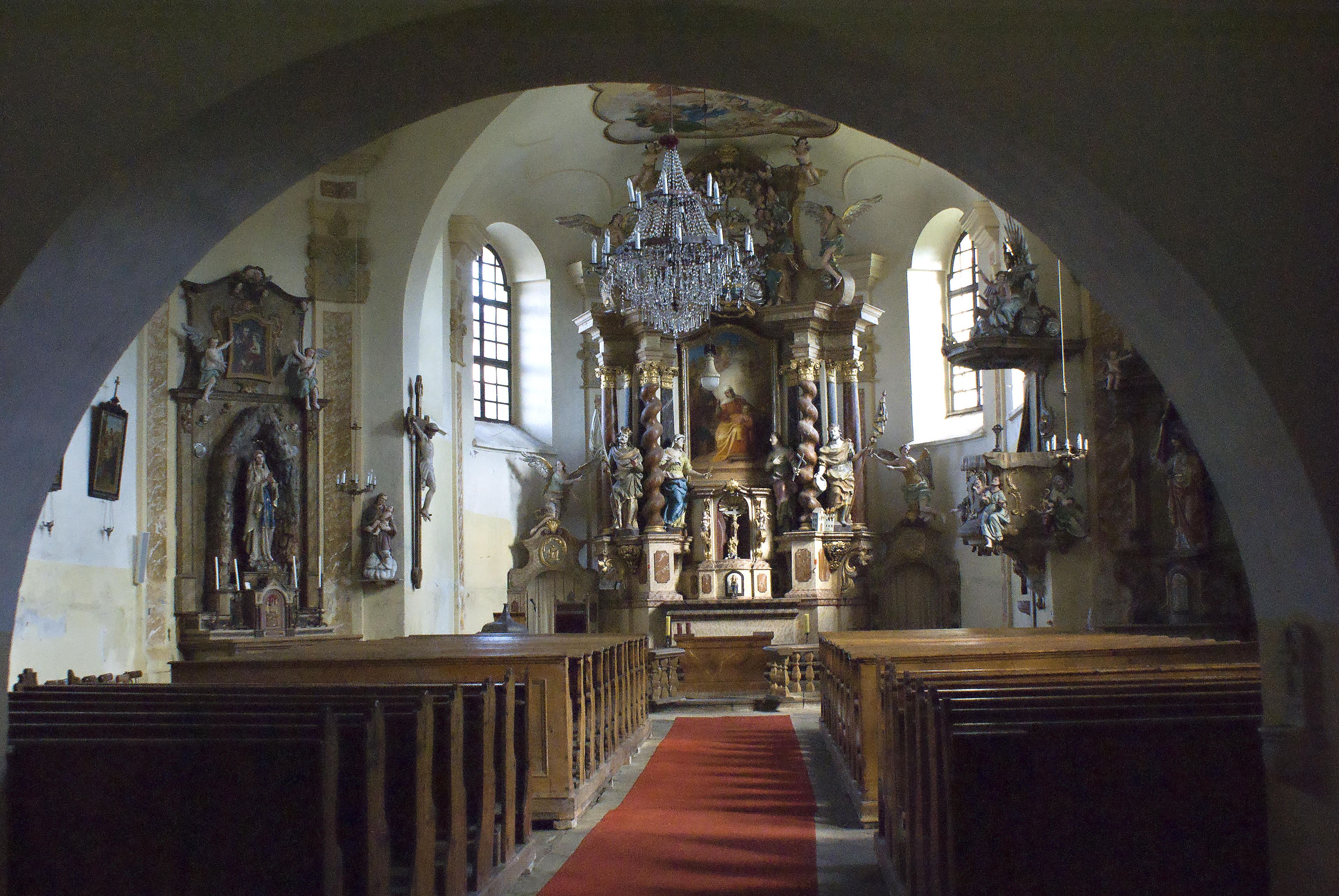
Interiér kostela

První církevní budovou na místě současného kostela byl dřevěný, raně renesanční kostelík zřejmě ze 30. let 16. století. Drsnému podnebí na hřebeni v nejvyšší části Krušných hor odolávala stavba jen stěží a postupem času zcela zchátrala. Na jejím místě roku 1593 byl postaven kamenný pozdně renesanční kostel neznámého autora. O rok později byl kostel osazen třemi zvony jáchymovského zvonaře Hanse Wildta, které byly přeneseny i do pozdějšího kostela, kde slouží dodnes. V letech 1605 až 1607 byla kostelu přistavěna nová zvonice. Z roku 1612 pochází cenná cínová křtitelnice jáchymovského cínaře Leonharda Dürra.
V polovině 18. století kostel do základu vyhořel a zbytky spáleniště byly rozebrány.

### Současný kostel
Podoba současného kostela pochází z roku 1771 a byl vystavěn na místě původního dřevěného svatostánku. Pozdně barokní kostel byl postaven podle návrhu pražského architekta a stavitele Filipa Hegera (ten byl mimo jiné také autorem radnice v nedalekém Jáchymově).
Na konci 60. let 20. století byl stav nadále zpustlého kostela tak špatný, že musel být z bezpečnostních důvodů uzavřen pro veřejnost. Uvažovalo se o jeho zbourání, jako tomu bylo v případě kostelů v Ryžovně a Loučné. Proti tomu se však postavilo místní obyvatelstvo na odpor a plánovaná demolice byla odvolána. Později natřel páter František Krásenský z Jáchymova svépomocně střechu zavřeného kostela ochrannou barvou. V roce 2016 vypsalo město Boží Dar za účelem rekonstrukce a oprav kostela sv. Anny veřejnou sbírku.

## Zajímavosti
Díky své poloze v nadmořské výšce asi 1020 m je to nejvýše položený kostel v Krušných horách a od doby, kdy Boží Dar získal městská práva, také jeden z nejvýše položených městských kostelů ve střední Evropě. Po šumavských kostelech sv. Štěpána na Kvildě a Nejsvětějšího Srdce Ježíšova v Nových Hutích je třetím nejvýše položeným kostelem v Česku.